# Gonia sicula
Gonia sicula là một loài ruồi trong họ Tachinidae.